# Batuhan Özgür
Batuhan Özgür (Alanya, 1 februari 1998) is een Turks wielrenner. 

## Carrière
In 2015 won Özgür het nationale kampioenschap op de weg voor junioren. In de laatste etappe van de Sint-Martinusprijs Kontich van dat jaar sprintte hij, achter Tristan Rijsdijk, naar de tweede plaats.
In juni 2017 maakte Özgür de overstap naar Torku Şekerspor. Namens die ploeg eindigde hij in juli tweemaal bij de beste zeven renners in de Ronde van het Qinghaimeer. In oktober van dat jaar nam hij met een Turkse selectie deel aan de Ronde van Turkije, die dat jaar voor het eerste deel uitmaakte van de UCI World Tour. In de eerste etappe zat hij, samen met teamgenoot Onur Balkan en vier anderen, in de ontsnapping van de dag.
In maart 2018 werd Özgür, achter zijn ploeggenoot Onur Balkan, tweede in het eindklassement van de Ronde van de Middellandse Zee. Het puntenklassement schreef hij, met een voorsprong van drie punten op Sjarhej Papok, wel op zijn naam.

## Overwinningen
2015
 Turks kampioen op de weg, Junioren
2018
Puntenklassement Ronde van de Middellandse Zee
2e etappe Ronde van Fatih
3e etappe Ronde van de Zwarte Zee
2019
1e etappe Ronde van de Zwarte Zee
2e etappe Challenge International du Sahara Marocain
Jongerenklassement Challenge International du Sahara Marocain
1e en 2e etappe Ronde van Mevlana
Eindklassement Ronde van Mevlana

## Ploegen
- 2017 –  Torku Şekerspor (vanaf 9-6)
- 2018 –  Torku Şekerspor
- 2019 –  Team Sapura Cycling
- 2020 –  Spor Toto Cycling Team
- 2021 –  Salcano Sakarya BB Team
- 2022 –  Sakarya BB Pro Team
- 2023 –  Sofer Savini Due OMZ (tot 17-08)
- 2023 –  Konya Büyükşehir Belediye Spor
- 2024 –  Istanbul Büyükșehir Belediye Spor Türkiye
- 2025 –  Konya Büyükşehir Belediye Spor

Akdilek · Atalay · Bakırcı · Balkan · Balykin · Chirico · Dilek · Keleş · Örken · Özgür · Reis · Şamlı · Sayar
Acar · Akdilek · Atalay · Bakırcı · O. Balkan · S. Balkan · Balykin · Dilek · Örencik · Özgür · Raileanu · Şamlı